# ТНТ-Comedy
«ТНТ-Comedy» — общероссийский развлекательный телеканал, начавший вещание 1 сентября 2014 года, заменил собой «Comedy TV». 1 января 2016 года прекратил вещание и был заменен на «ТНТ4». Телеканал транслировал множество успешных проектов телеканала ТНТ. Телеканал имел две версии: основную, которая заменила Comedy TV, и международную, которая дублирует сетку вещания ТНТ. Ныне международная версия вещает под названием «ТНТ».

## История
- 1 сентября 2014 года телеканал начал своё вещание на месте «Comedy TV». В эфире были представлены различные шоу и программы производства телеканала «ТНТ».
- 31 декабря 2014 года телеканал получил право на эфирное вещание на частоте 34 ТВК в Москве в цифровом формате в DVB-T2[2][3]. Вещание на ней началось 15 января 2015 года[4].
- В октябре 2015 года в СМИ появилась информация о том, что 1 января 2016 года «Газпром-Медиа» планирует запустить телеканал с архивным контентом «ТНТ» на эфирных частотах «2х2»[5].
- С 16 ноября 2015 года «ТНТ-Comedy» начал транслировать архивные программы «ТНТ». Среди них документальные расследования «Необъяснимо, но факт», скандальное ток-шоу «Окна с Дмитрием Нагиевым», ток-шоу детективных расследований «Запретная зона», кулинарный проект «Ешь и худей» и другие.
- 8 декабря 2015 года в рассылке кабельным операторам представители холдинга сообщили, что 1 января 2016 года на базе «ТНТ-Comedy» появится новый эфирный российский телеканал под названием «ТНТ4» с архивной библиотекой ТНТ[6].
- 1 января 2016 года «ТНТ4» начал свое вещание на базе «ТНТ-Comedy», а также на эфирных частотах телеканала «2х2».

## Программы и телесериалы

### Программы
- Comedy Club (с 1 сентября 2014 по 31 декабря 2015 года)
- Comedy Club. Exclusive (с 1 сентября 2014 по 30 августа 2015 года)
- Comedy Woman (с 1 сентября 2014 по 31 декабря 2015 года)
- Stand Up (с 1 сентября 2014 по 22 ноября 2015 года)
- Убойный вечер (с 1 сентября 2014 по 17 мая 2015 года)
- Убойная лига (с 1 сентября 2014 по 31 декабря 2015 года)
- Comedy Баттл (с 6 сентября 2014 по 26 декабря 2015 года)
- ХБ (с 7 сентября 2014 по 12 апреля 2015 года)
- Убойной ночи (с 11 сентября 2014 по 31 декабря 2015 года)
- Не спать! (с 24 ноября 2014 по 27 декабря 2015 года)
- Однажды в России (с 13 декабря 2014 по 13 ноября 2015 года)
- Бешенл Джеографик (с 23 февраля по 2 марта 2015 года)
- Ешь и худей (с 16 ноября по 30 декабря 2015 года)
- Сделано со вкусом (с 16 ноября по 27 декабря 2015 года)
- Истории большого города (с 16 ноября по 31 декабря 2015 года)
- Два с половиной повара (с 17 ноября по 24 декабря 2015 года)
- Фэшн терапия (с 17 ноября по 25 декабря 2015 года)
- Фитнес (с 18 ноября по 30 декабря 2015 года)
- Дурнушек.net (с 21 ноября по 26 декабря 2015 года)
- Про декор (с 22 ноября по 27 декабря 2015 года)
- Школа ремонта (с 23 ноября по 21 декабря 2015 года)
- Окна (с 23 ноября по 31 декабря 2015 года)
- Запретная зона (с 23 ноября по 31 декабря 2015 года)
- Необъяснимо, но факт (с 25 ноября по 31 декабря 2015 года)
- Танцы без правил (27 ноября 2015 года)
- Перезагрузка (с 4 по 31 декабря 2015 года)
- Секс с Анфисой Чеховой (с 28 по 31 декабря 2015 года)
- Такси (31 декабря 2015 года)

### Сериалы
- Интерны (с 1 сентября 2014 по 30 августа 2015 года)
- Женская лига (с 1 сентября 2014 по 31 декабря 2015 года)
- Универ (с 1 сентября 2014 по 28 августа 2015 года)
- Физрук (с 1 сентября 2014 по 5 апреля 2015 года)
- НеZлоб (с 1 сентября 2014 по 20 ноября 2015 года)
- Универ. Новая общага (с 6 сентября 2014 по 30 августа 2015 года)
- Зайцев+1 (с 15 сентября 2014 по 26 декабря 2015 года)
- Деффчонки (с 27 сентября 2014 по 27 декабря 2015 года)
- СашаТаня (со 2 октября 2014 по 30 августа 2015 года)
- Наша Russia (с 12 октября 2014 по 25 декабря 2015 года)
- Реальные пацаны (с 25 октября 2014 по 30 августа 2015 года)
- Студия 17 (с 29 ноября 2014 по 27 декабря 2015 года)
- Легко ли быть молодым? (с 31 августа по 8 ноября 2015 года)
- ЧОП (с 7 сентября по 25 октября 2015 года)
- Дружба народов (с 5 октября по 5 декабря 2015 года)
- Любовь на районе (с 16 ноября по 26 декабря 2015 года)
- Барвиха (с 16 ноября по 20 декабря 2015 года)